# روکا ایمپریاله
روکا ایمپریاله (به ایتالیایی: Rocca Imperiale) یک کومونه در ایتالیا است که در استان کزنتزا واقع شده‌است. روکا ایمپریاله ۵۳ کیلومتر مربع مساحت و ۳٬۳۴۹ نفر جمعیت دارد و ۱۹۹ متر بالاتر از سطح دریا واقع شده‌است.

## نگارخانه

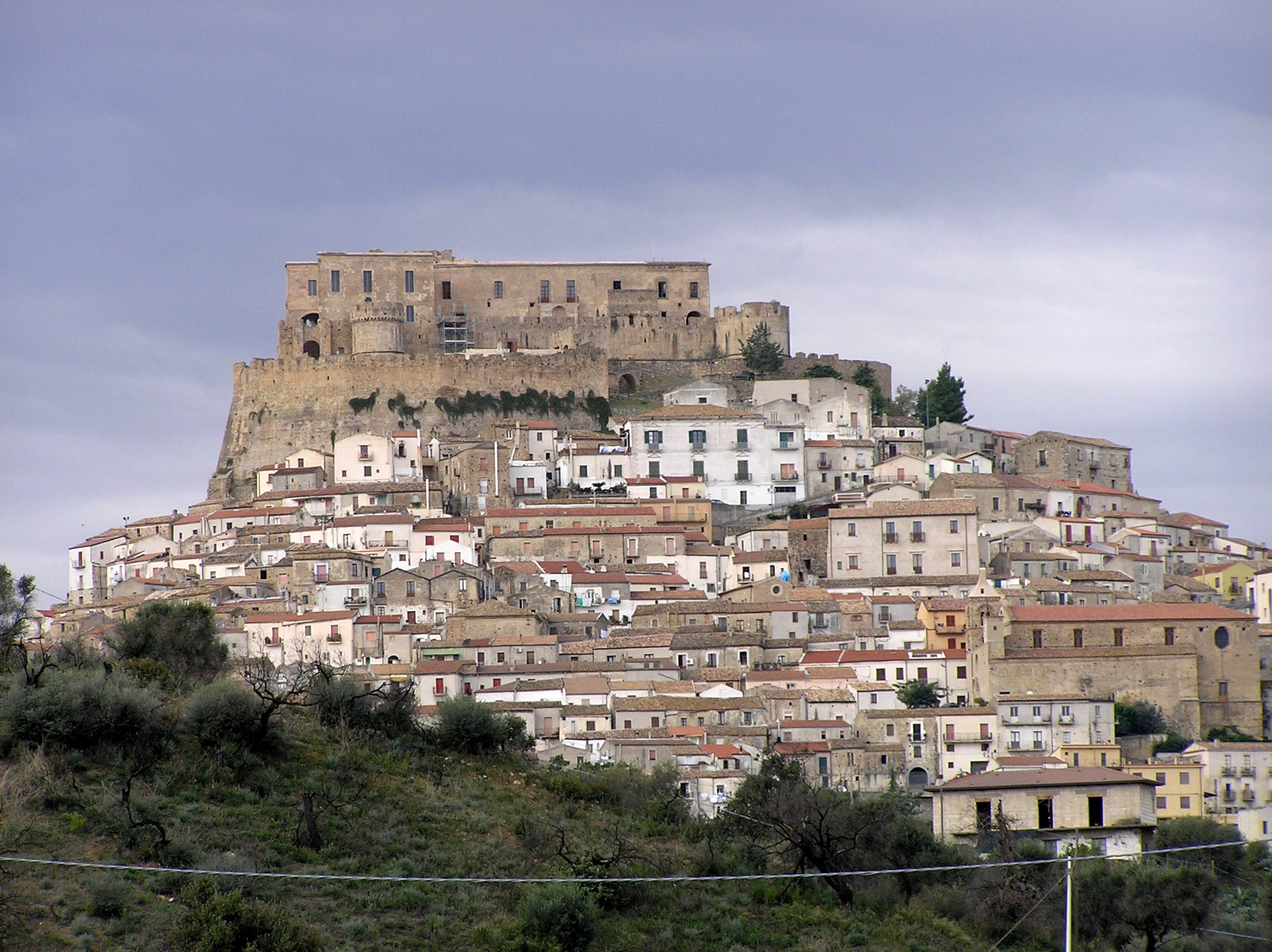
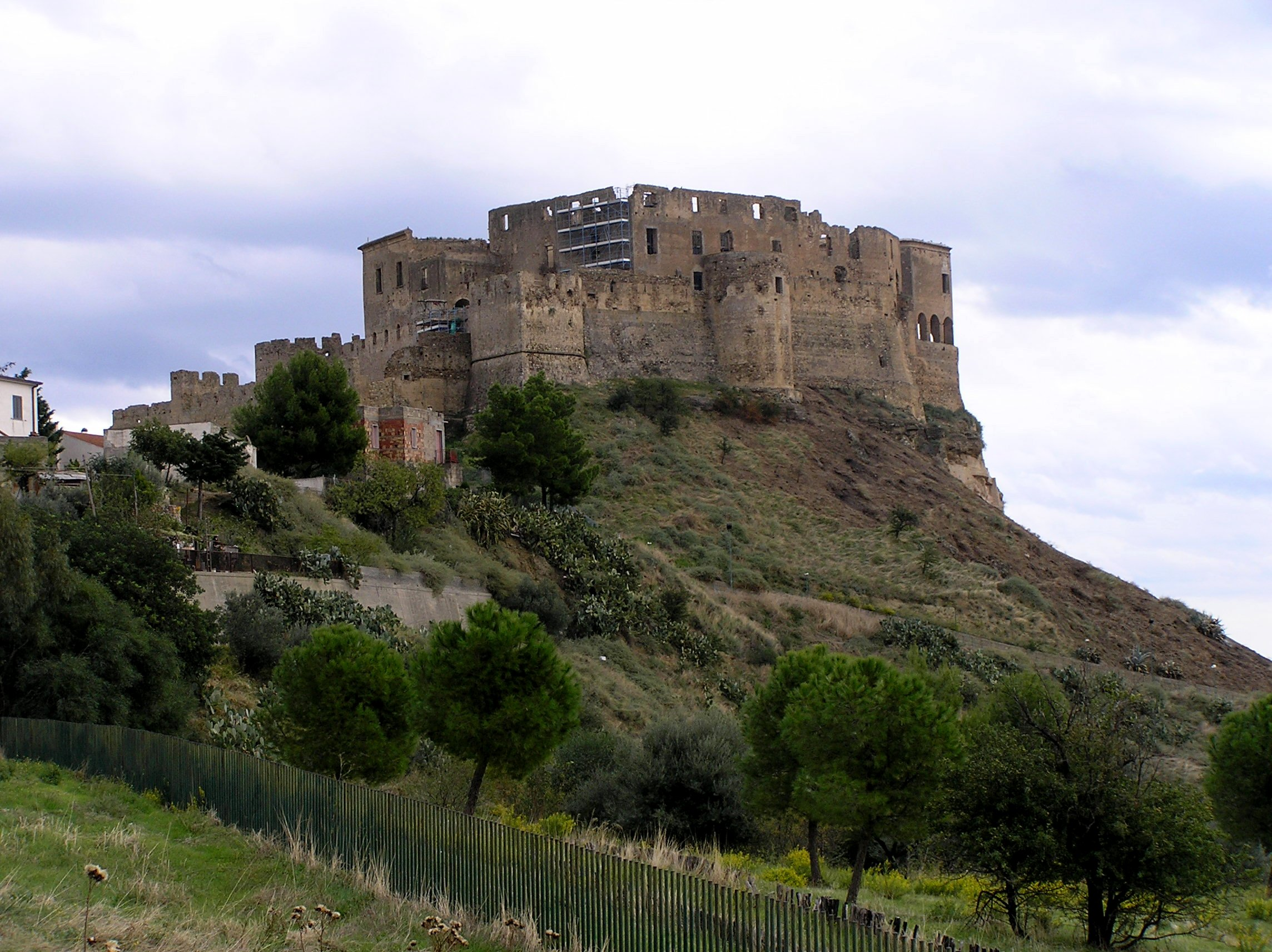